# Kongeriget Khotan
 Kongedømmet Khotan var et buddhistisk kongedømme ved Silkevejen som eksisterede fra det første til det tiende århundrede efter Kristus. Riget og dets hovedstad Khotan (Hotan), en oaseby, i den vestlige del af det nuværende Kina i det nuværende Xinjiang.

## Historie
Khotans ældste historie er ikke kendt; senere og buddhistisk prægede sagn er uden historisk pålidelighed. Riget Khotan fremstod historisk omkring Kristi fødsel i kinesiske kilder. Der fortaltes det at en khotansk sendefærd kom til kejser Wudis hof. På denne tid betræk Khotan den fremherskende magt i de vestlige dele af Tarimbækkenet. Deres kong Guangde (廣德, Guǎngdé) erobrede i 61 e.Kr. Yarkant. Men Khotan blev truet af de fremtrængende xiongnuer, og søgte derfor i årene 73/74 hjælp fra den kinesiske general Ban Chao, der slog xiongnuerne tilbage. Derefter fik området en kinesisk statholder. Kongeriget Khotan blev en slags vasal under Kina, og blev meget vigtig som formidler mellem Øst og Vest ved sin placering på Silkevejen. I 400 sendte en sassanidisk hersker gaver til Kina via Khotan. Der fortaltes stadig om khotanske gesandter ved det kinesiske hof. Kulturelt modtog Khotanriget impulser fra Iran, Indien og Kina. De kinesiske pilgrimsrejsende Faxian (ca. 337-422), Songyun (ca. 520) og Xuanzang (603-664), der kom til Khotan, beskrev riget som velhavende og med mange buddhistiske klostre. I 500 blev riget vasal under heftaliterne (de såkaldt hvide hunnere) og havnede efter at deres rige blev tilintetgjort (ca. 560) under göktyrkisk herredømme. I 648 stationerede Kina en garnison i Khotan, 670 faldt riget under et langvarigt tibetansk herredømme, kun af og til afbrudt af kortere kinesiske perioder. I 1006 blev Khotan tilslut erobret af muslimerne og det blev den endelige undergang som selvstændigt eller halvselvstændigt rige.

## Kunst i kongeriget Khotan
Kongeriget Khotans kunst forenede østlige og vestlige elementer. Kunsten er stærkt buddhistisk præget. Arkitekturen er frem for alt kendt for rigets buddhistklostre. Rawak Vihara var en klosterby med en stupa på 12 meters højde. I klostret ved Dandan Uilik var der mange malerier som var stærkt indisk prægede.